# Gavriil Popov
Gavriil Nikoláievich Popov (Гавриил Николаевич Попов, 12 de septiembre de 1904 - 17 de febrero de 1972) fue un compositor soviético de origen ruso. En 1927, saltó a la palestra como uno de los compositores más prometedores de su generación con su Sinfonía de cámara, pero la prohibición, en una resolución sin precedentes hasta el momento, de su furiosamente expresionista Sinfonía n.º 1 fue un duro golpe al que, a diferencia de Shostakóvich, no pudo sobreponerse.
En 1946, ganó el Premio Stalin con su Sinfonía n.º 2 "Madre Patria", pero su situación empeoró sobremanera al ser incluido en la purga zhdanovista de 1948 en la lista de "compositores formalistas" junto con Shostakóvich, Prokófiev, Miaskovski, Jachaturián y Shebalín. Tras dos décadas sujeto a la estética del realismo socialista, tras la muerte de Stalin Popov pudo volver a componer con una relativa libertad, pero presumiblemente el alcoholismo hizo mella en sus posibilidades creativas. Aun así, en sus Sinfonías n.º 5 "Pastoral" y n.º 6 "Festiva" volvió a dar lo mejor de sí mismo. 
Si bien cinco de sus seis sinfonías han sido grabadas, la música de Popov aún está por redescubrir. Aparte de su ciclo sinfónico, su obra incluye obras concertantes (incluyendo conciertos para violín y órgano y una rapsodia sinfónica para violonchelo), dos óperas, canciones, un puñado de obras de cámara y música para piano. También destacó como compositor de música para el cine, especialmente durante la segunda mitad de los años 30, en los que apenas pudo componer música de concierto, y su Sinfonía n.º 3 "la Española" parte de una de estas bandas sonoras.